# Франк Мартиники
Франк Мартиники (фр. Franc) — денежные знаки в французских франках, выпускавшиеся в 1855—1961 годах для французского владения Мартиника. Официально не назывались «франком Мартиники», однако обращались, как правило, только на её территории.

## История
До 1817 года в обращении находились французские колониальные, а также испанские и португальские монеты. На иностранных монетах иногда делались надчеканки. В 1817—1820 годах в обращении — французский колониальный ливр. 2 февраля 1820 года законным платёжным средством объявлен французский франк. В 1825—1844 году в обращении использовались монеты, чеканившиеся для Французской Вест-Индии.
11 июля 1851 года учреждён частный Банк Мартиники, получивший право выпуска банкнот. Однако первые бумажные деньги для Мартиники выпустил не этот банк, а Колониальное казначейство Мартиники (в 1855 году). Банк Мартиники начал выпуск банкнот только в 1874 году.
28 августа 1944 года право эмиссии было передано Центральной кассе Заморской Франции, выпустившей в том же году банкноты Центральной кассы Свободной Франции и Центральной кассы Заморской Франции. Такие же банкноты выпускались для всех заморских колоний, находившихся под контролем правительства Свободной Франции, на Мартинике они выпускались с надпечатками «MARTINIQUE».
Декретом французского правительства от 26 декабря 1945 года в качестве денежной единицы французских владений в Западной и Экваториальной Африке введён франк КФА, а для тихоокеанских владений Франции — франк КФП. На Мартинику этот декрет не распространялся, законным платёжным средством по-прежнему являлся французский франк, однако выпуск денежных знаков во франках специально для Мартиники продолжался.
В 1958 году Центральная касса Заморской Франции была переименована в Центральную кассу экономического сотрудничества, а 7 января 1959 года был создан Эмиссионный институт заморских департаментов Франции, которому было передано право эмиссии.
В 1961 году начат выпуск банкнот для Мартиники, Гваделупы и Гвианы, на которых вместо трёх разных надпечаток наносилась одна — «guadeloupe guyane martinique». Ранее выпущенные банкноты продолжали использоваться в обращении.
Произведённая с 1 января 1960 года деноминация французского франка была распространена на заморские департаменты только с 1 января 1963 года. В 1963 году на банкноты (как с надпечаткой «Мартиника», так и с надпечаткой «Гваделупа Гвиана Мартиника») наносилась надпечатка нового номинала (в «новых франках»), а также начат выпуск банкнот Эмиссионного института заморских департаментов в новых франках (с 1964 года — во франках) с новым видом надпечатки — «DEPARTEMENT DE LA GUADELOUPE DEPARTEMENT DE LA GUYANE DEPARTEMENT DE LA MARTINIQUE».
В 1975 году выпуск франка заморских департаментов прекращён, банкноты Эмиссионного института постепенно заменялись банкнотами Банка Франции. С 2002 года в обращении — евро.

## Монеты и банкноты
Выпускались банкноты:

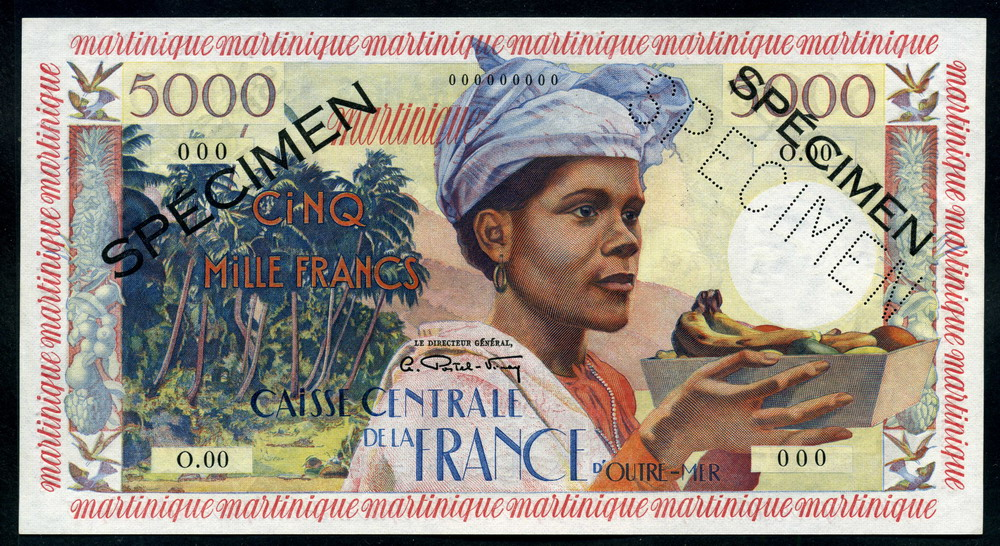
5000 франков, Центральная касса Заморской Франции, 1960 год

- Колониального казначейства Мартиники: 1, 2, 5, 10 франков;
- Банка Мартиники: 1, 2, 5, 25, 100, 500, 1000 франков;
- Центральной кассы Свободной Франции с надпечаткой «Мартиника»: 1000 франков;
- Центральной кассы Заморской Франции с надпечаткой «Мартиника»: 5, 10, 20, 100, 500, 1000, 5000 франков;
- Центральной кассы Заморской Франции с надпечаткой «Мартиника» и номинала в «новых франках»: 1 (на 100), 5 (на 500), 10 (на 1000), 50 новых франков (на 5000 франках)[3].

Колониальным казначейством Мартиники в 1897 и 1922 годах выпускались медно-никелевые монеты в 50 сантимов и 1 франк.